# 37840 Gramegna
37840 Gramegna este un asteroid din centura principală de asteroizi.

## Descriere
37840 Gramegna este un asteroid din centura principală de asteroizi. A fost descoperit pe 20 februarie 1998 la Observatorul San Vittore din Bologna. Asteroidul prezintă o orbită caracterizată de o semiaxă mare de 2,38 ua, o excentricitate de 0,15 și o înclinație de 5,4° în raport cu ecliptica.